# Molophilus echidna
Molophilus echidna är en tvåvingeart som beskrevs av Günther Theischinger 1992. Molophilus echidna ingår i släktet Molophilus och familjen småharkrankar. Inga underarter finns listade i Catalogue of Life.